# نخل دم‌دار بزرگ
نخل دم‌دار بزرگ (نام علمی: Caryota obtusa) نام یک گونه از سرده نخل‌های دم‌دار است.